# エケストラトス
エケストラトス（古希: Ἐχέστρατος、古代ギリシア語ラテン翻字: Echestratos、在位：紀元前900年 - 紀元前870年）はアギス朝のスパルタ王である。
エケストラトスは先王アギス1世の子であり、次代の王レオボテスの父である。彼の治世にスパルタは「キュヌリアからの盗賊がスパルタ人と同族のアルゴス人の住むアルゴリス地方に被害を与え、キュヌリアさえもアルゴリス地方に侵入している」という口実の下でアルゴスとの境界に位置するキュヌリアを征服し、壮年男子を追い出した。

## 註
1. ↑  パウサニアス, III, 2, 2-3